# ラ・ボケリア

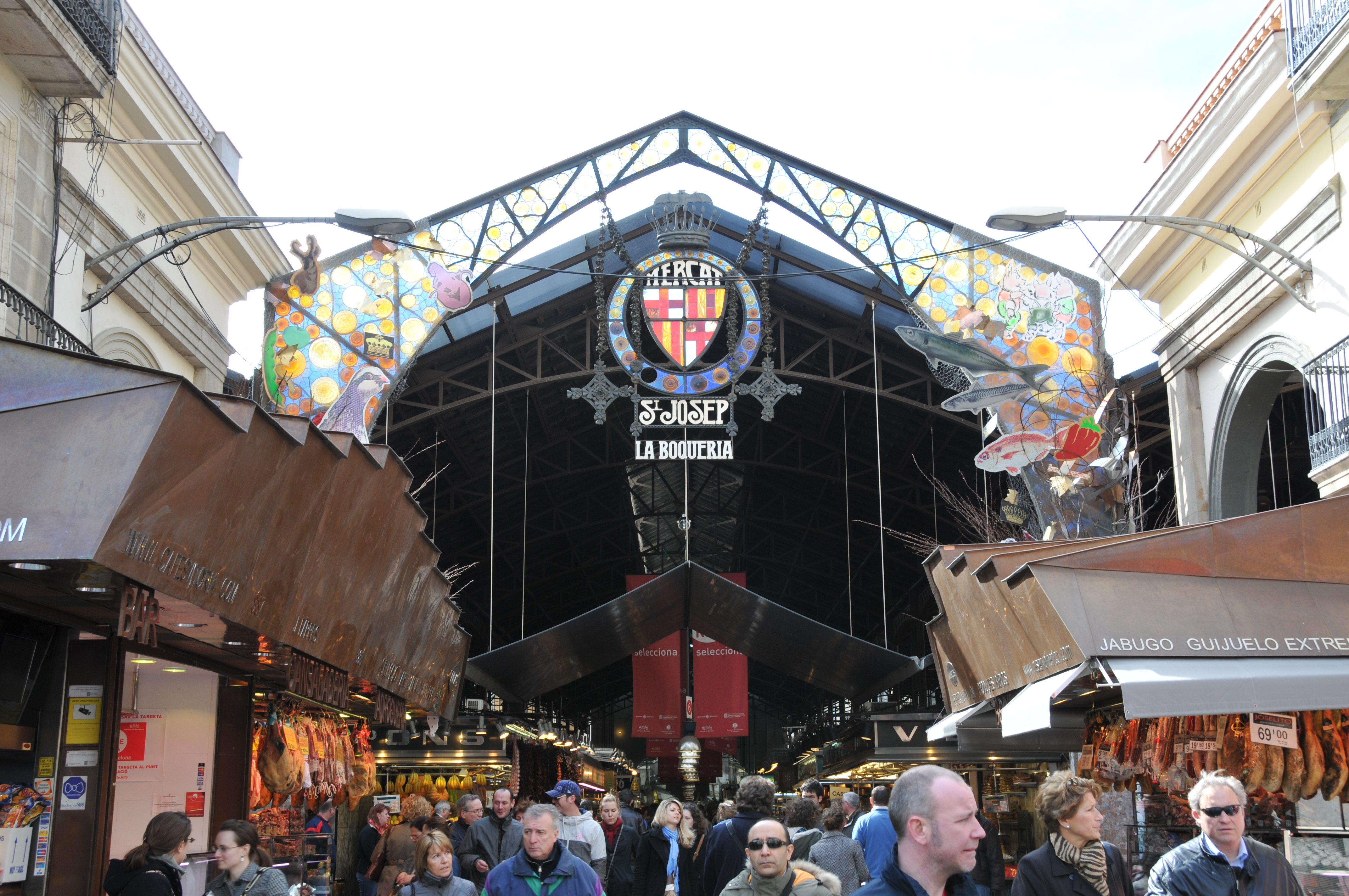
ラ・ボケリアの入口付近

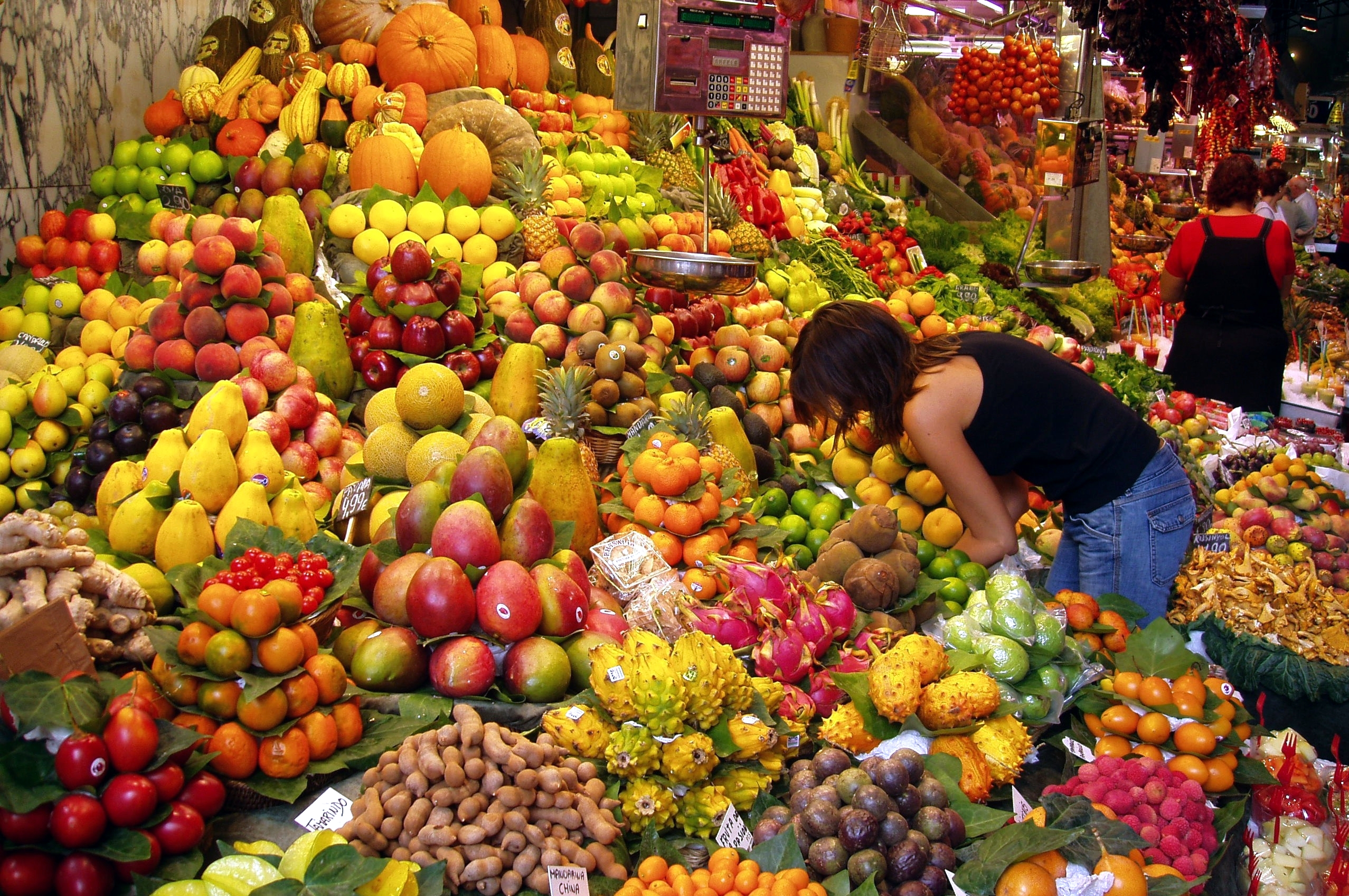
店舗に陳列された青果

ラ・ボケリーア（スペイン語: La Boquería ）、ラ・ブカリーア（カタルーニャ語: La Boqueria 発音: [ɫə βu.kəˈɾi.ə]）はバルセロナのシウタ・ベリャにある大きな公設市場。日本語ではボケリア、ボケリア市場、ラ・ブカリア などとも表記されるサン・ジュゼップ市場（カタルーニャ語:Mercat de Sant Josep）のこと。
青果・精肉・鮮魚・調味料・乾物・乳製品・菓子類など多様な品揃えを備えた市場であり、市民とレストランに新鮮な食材を供給する。ランブラス通りから西に少し入った場所に市場の入口がある。

## 歴史
ラ・ボケリアは1217年に古い城壁の外に立てられた肉売りの市に起源があるとされる。後に野菜も扱うようになり、1794年までメルカット・ダ・ラ・パリャ　(Mercat de la Palla) として知られた。当時市場は周囲を囲われず、公的な地位もなく、プラサ・ダル・ピ (Plaça del Pi) まで続くプラサ・ノバ (Plaça Nova) 市場の延長と見なされていた。
19世紀のバルセロナは人口増加に伴って点在する大きな宗教施設が市民の生活の妨げとなっていた。1835年に焼き討ちに遭ったサン・ジュゼップ修道院の跡地が、修道院廃止令によって当局に没収・破却され、屋根を持つ広場として整備されることになった。1836年まで市場は公式に認められていなかった。1840年3月19日に、広場の建設が始まり、同年に市場は公式に開場したが、広場の建築計画は何度も変更された。広場は1853年に完成した。現在も使用される金属製の屋根は1914年に建設された。

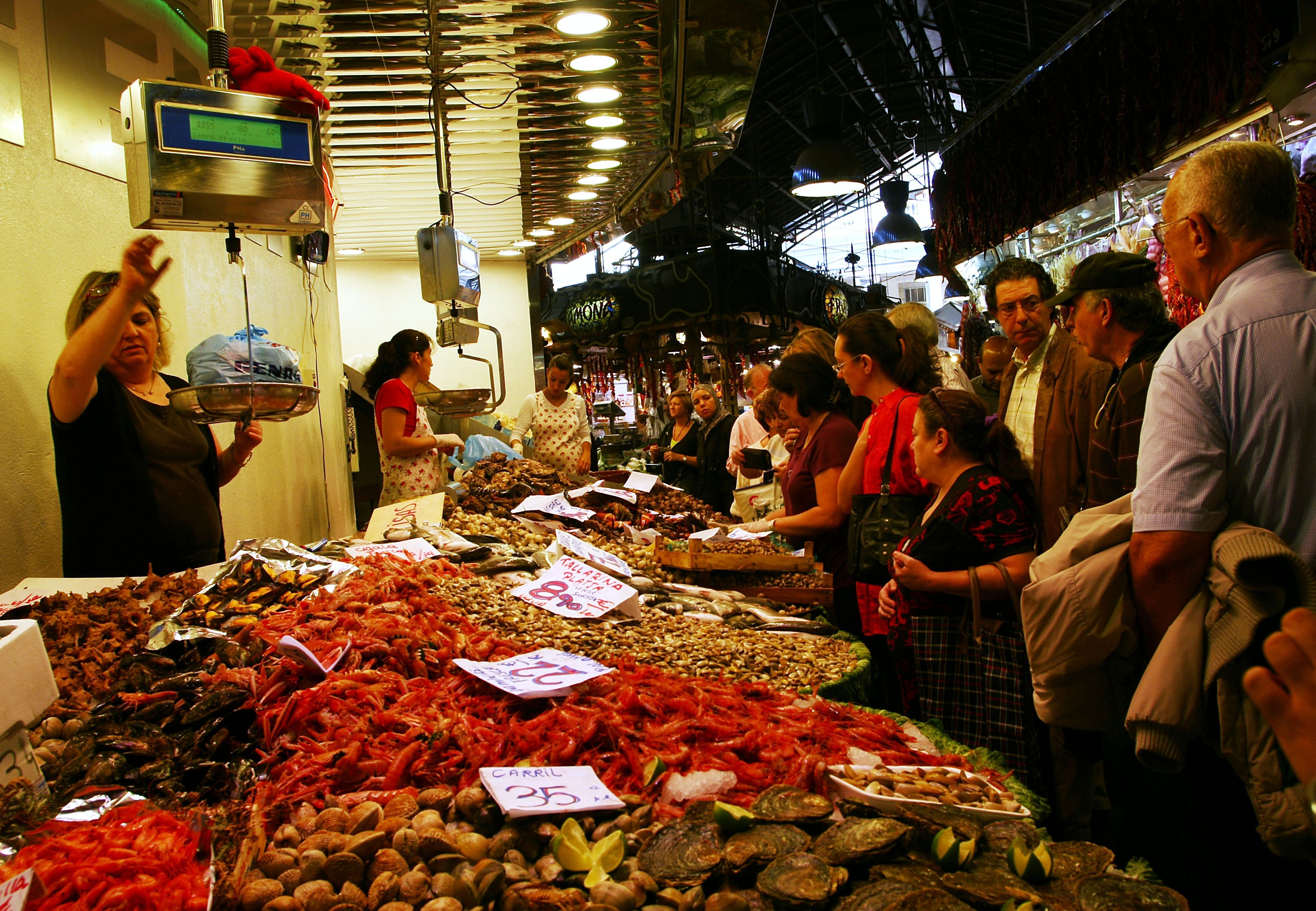
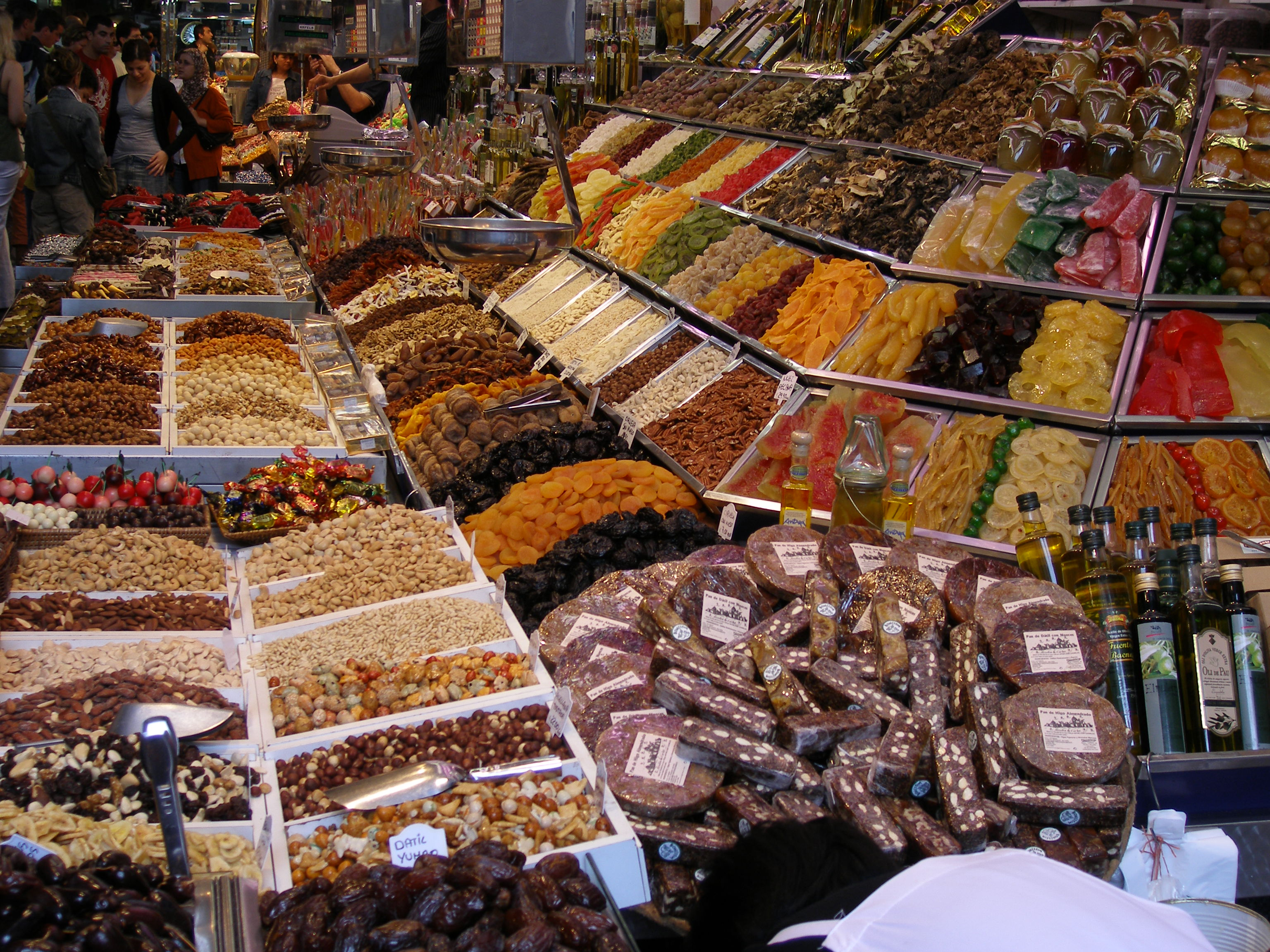
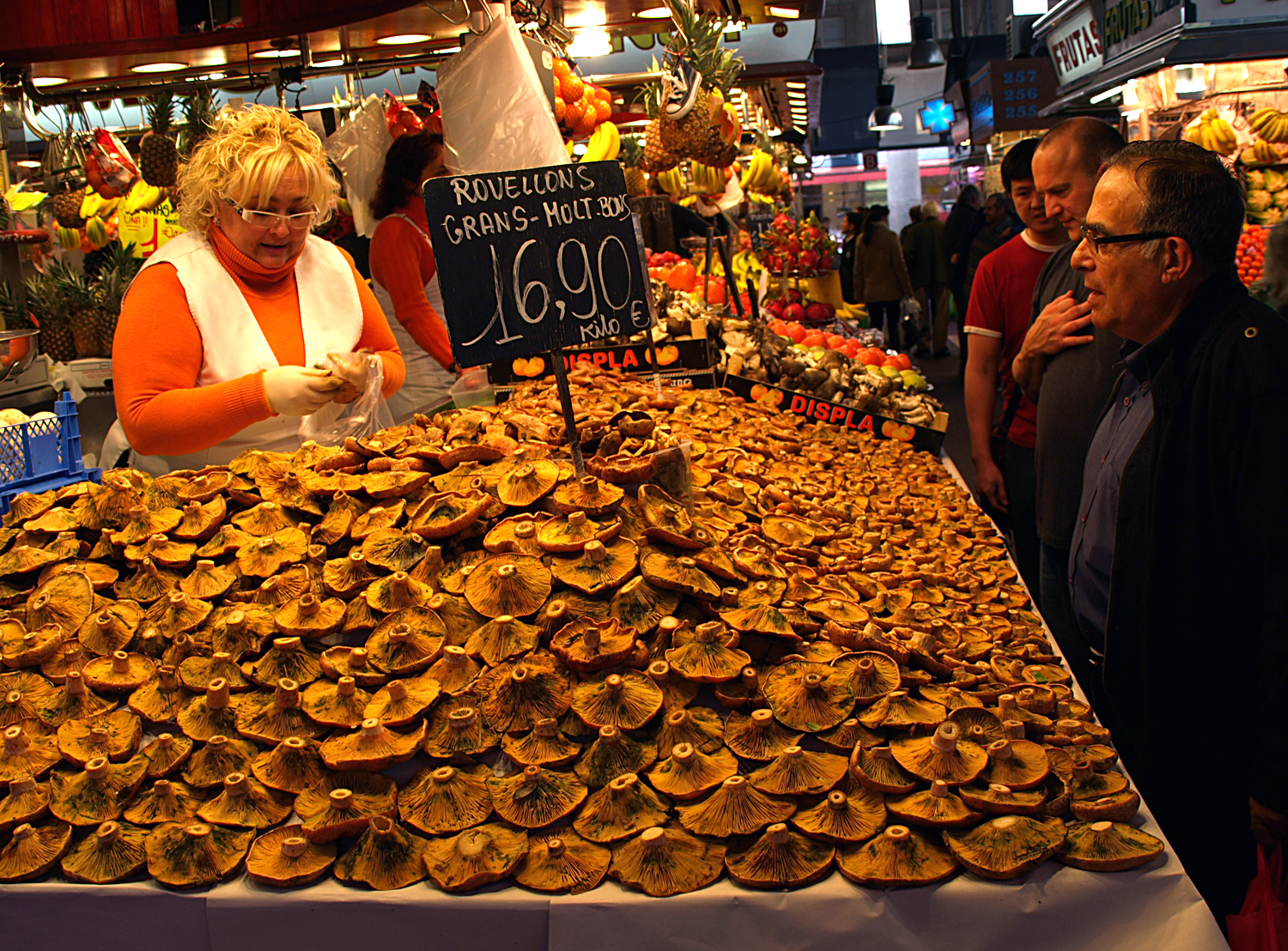

## 近隣
- バルセロナ地下鉄 - バルセロナ地下鉄3号線リセウ駅 (Liceu)
- リセウ大劇場